# Geraldo Rivera
Geraldo Rivera (New York, 1943. július 4.–) amerikai újságíró, ügyvéd, író, politikai kommentátor és korábbi televíziós műsorvezető. 1987 és 1998 között a Geraldo című bulvár talkshow házigazdája volt. A The Mystery of Al Capone's Vaults című TV különkiadással vált ismertté. Rivera a Geraldo at Large című hírmagazinműsor házigazdája, a Geraldo Rivera Reports alkalmi adásának házigazdája (az At Large műsorvezetése helyett), és rendszeresen szerepel a Fox News olyan műsoraiban, mint a The Five.

## Élete
Rivera a New York-i Beth Israel Medical Centerben született Lillian (született Friedman; 1924. október 16. – 2018. június 3.) és Cruz „Allen” Rivera (1915. október 1. – 1987. november 1.) éttermi dolgozó, illetve taxisofőr fiaként.  Rivera Puerto Ricó-i származású; édesapja Puerto Ricó-i katolikus volt, édesanyja pedig orosz zsidó származású. „Többnyire zsidónak” nevelték, és volt egy bár micvó szertartása is. Brooklynban és a New York-i West Babylonban nőtt fel, ahol a West Babylon High Schoolba járt. Rivera családja néha előítéleteknek és rasszizmusnak volt kitéve, és édesanyja a vezetéknevüket Rivierának írta, hogy elkerülje a rájuk irányuló fajgyűlöletet (és csak a nővére, Sharon vezetéknevét nem írták helytelenül).
„Amikor megszülettem, anyám Gerald Riviera névvel töltötte ki a születési anyakönyvi kivonatomat, apám vezetéknevéhez egy plusz „i”-t hozzáadva. Ugyanezt tette a nővérem, Irene esetében is. Később a nővérem, Sharon születésekor felhagyott ezzel a színleléssel, hogy aztán a kisöcsém, Craig születésekor újra felvegye. Valahányszor rákérdeztünk a következetlenségekre, szégyenlősen vállat vont, és viccelődött. „Csak elfelejtettem, hogyan kell írni” - mondta, és ennyiben hagyta a dolgot. Majd rájöttem, hogy mélységesen zavarban volt, amiért ügyetlenül próbálta eltitkolni az etnikai hovatartozását.”
1961 és 1963 között a New York-i Állami Egyetem Tengerészeti Főiskolájára járt a Bronx-i Throggs Neck nevű városrészében, ahol az evezőscsapat tagja volt. Ezt követően átiratkozott az Arizonai Egyetemre, ahol 1965-ben üzleti adminisztrációból szerzett diplomát. A ruházati eladótól a szakácsig terjedő munkák után Rivera 1966-ban beiratkozott a brooklyni jogi egyetemre. Jogi tanulmányai során gyakornoki állást töltött a New York megyei kerületi ügyésznél, Frank Hogan bűnüldözőnél és a Harlem Assertion of Rightsnál (egy közösségi jogi szolgáltatásokat nyújtó szervezet), mielőtt 1969-ben az évfolyamelsők között szerezte meg a jogi diplomáját. Ezt követően 1969 nyarán Reginald Heber Smith-ösztöndíjat kapott a Pennsylvaniai Egyetem jogi karán a szegénységgel kapcsolatos jog területén, majd még ugyanebben az évben felvételt nyert a New York állam ügyvédi kamarájába.

## Magánélete
Rivera ötször volt házas:
- Linda Coblentz (1965–1969, elvált)
- Edith Vonnegut (1971. december 14. – 1975, elvált)
- Sherryl Raymond (1976. december 31. – 1984, elvált) (fia: Gabriel Miguel (született 1979 júliusában)[11][12]
- C.C. (Cynthia Cruickshank) Dyer (1987. július 11. – 2000, elvált) (gyermekei: lánya Isabella Holmes (született 1992),[13] másik lánya Simone Cruickshank (1994–). Hat másik próbálkozás után a mesterséges megtermékenyítés útján történő gyermekvállalás elvetéléssel végződött.)
- Erica Michelle Levy (2003 augusztusa óta) (egy lány)

Rivera elismerte, hogy 1985-ig többéves viszonyt folytatott Marian Javitsszel, Jacob Javits New York-i szenátor feleségével.
Egy 1991-es interjúban, amelyet Barbara Waltersnek adott, a színésznő és énekesnő Bette Midler azzal vádolta Riverát, hogy megtapogatta őt. Egy 2017-es tweetben Midler megerősítette a vádat. Rivera később tweetelt egy választ, amelyben azt írta, hogy „sokkal másképp” emlékszik vissza az esetre, és bocsánatot kért, „legalábbis nyilvánosan zavarba hozta őt évekkel ezelőtt”.
Rivera az ohiói Shaker Heightsban lakik. Korábban a New Jersey állambeli Middletown Townshipben (Rough Point), egy 1895-ben épült, zsindely stílusú birtokon lakott.
Rivera aktív vitorlázó. A Voyager nevű vitorlás tulajdonosaként és kapitányaként 1985-ben, 2005-ben, 2011-ben és 2013-ban részt vett a Marion-Bermuda Cruising Yacht Race versenyen. A 2013-as versenyen hajója a 12. helyen végzett a 34 induló közül. A Voyagerrel 1400 mérföldet vitorlázott felfelé az Amazonason és a világ körül, míg eljutott odáig, hogy az új évezredre a nemzetközi határvonalon találkozott a tongai királlyal. A kalandokat hat egyórás különkiadásban örökítette meg a Travel Channel, és e felvételek egy része továbbra is elérhető a honlapján.

## Fordítás
- Ez a szócikk részben vagy egészben  a   Geraldo Rivera című angol Wikipédia-szócikk fordításán alapul.  Az eredeti cikk szerkesztőit annak laptörténete sorolja fel. Ez a jelzés csupán a megfogalmazás eredetét és a szerzői jogokat jelzi, nem szolgál a cikkben szereplő információk forrásmegjelöléseként.